# Thomas Lau (Historiker)
Thomas Lau (* 3. Oktober 1967 in Itzehoe) ist ein deutscher Historiker.
Thomas Lau studierte von 1988 bis 1993 Geschichte und öffentliches Recht an den Universitäten Freiburg i. Br., Basel und Dublin. 1994 folgte der Magister in Freiburg i. Br., 1997 promovierte er mittels eines Stipendiums der Landesgraduiertenförderung und der Friedrich-Naumann-Stiftung mit der Arbeit Bürgerunruhen und Bürgerprozesse in den Reichsstädten Schwäbisch Hall und Mühlhausen in der frühen Neuzeit. Von 1999 bis 2000 war er Stipendiat der Holderbank-Stiftung zur Förderung des wissenschaftlichen Nachwuchses. Von 2000 bis 2003 war Lau Nationalfondsassistent am Lehrstuhl für Allgemeine und Schweizer Geschichte der Neuzeit in Fribourg. Seit 2003 ist er Doktorassistent am Lehrstuhl für Allgemeine und Schweizer Geschichte der Neuzeit in Fribourg. 2005 erfolgte seine Habilitation mit der Arbeit Stiefbrüder. Nation und Konfession in der Schweiz und Europa 1646–1712. Lau lehrt seit 2005 als Privatdozent Geschichte der Neuzeit an der Universität Freiburg.
Seine Forschungsschwerpunkte sind die Geschichte des Nationalismus, die Sodomitenforschung, sowie die Sozial- und Verfassungsgeschichte des Alten Reiches.

## Schriften (Auswahl)
- Bürgerunruhen und Bürgerprozesse in den Reichsstädten Mühlhausen und Schwäbisch Hall in der frühen Neuzeit (= Freiburger Studien zur frühen Neuzeit. Bd. 4). Lang, Bern u. a. 1999, ISBN 3-906763-07-2.
- „Stiefbrüder“. Nation und Konfession in der Schweiz und in Europa (1656–1712) (= Südosteuropäische Arbeiten. Bd. 117). Böhlau, Köln u. a. 2008, ISBN 978-3-412-14906-2.
- Teutschland. Eine Spurensuche. 1500 bis 1650. Theiss, Stuttgart 2010, ISBN 978-3-8062-2376-7.
- Unruhige Städte. Die Stadt, das Reich und die Reichsstadt (1648–1806) (= Bibliothek Altes Reich. Bd. 10). Oldenbourg, München 2012, ISBN 978-3-486-70757-1.
- Die Kaiserin. Maria Theresia. Böhlau, Wien 2016, ISBN 978-3-205-79421-9.
- Zürich. Kleine Stadtgeschichte. 2., korrigierte und aktualisierte Auflage. Pustet, Regensburg 2017, ISBN 3-7917-2942-X.